# Municipio de East Saline
El municipio de East Saline (en inglés: East Saline Township) es un municipio ubicado en el condado de Sheridan en el estado estadounidense de Kansas. En el año 2010 tenía una población de 45 habitantes y una densidad poblacional de 0,24 personas por km².

## Geografía
El municipio de East Saline se encuentra ubicado en las coordenadas 39°13′29″N 100°13′53″O / 39.22472, -100.23139. Según la Oficina del Censo de los Estados Unidos, el municipio tiene una superficie total de 185.87 km², de la cual 185,81 km² corresponden a tierra firme y (0,03 %) 0,06 km² es agua.

## Demografía
Según el censo de 2010, había 45 personas residiendo en el municipio de East Saline. La densidad de población era de 0,24 hab./km². De los 45 habitantes, el municipio de East Saline estaba compuesto por el 100 % blancos. Del total de la población el 0 % eran hispanos o latinos de cualquier raza.